# MBC 뉴스투데이 제주
《MBC 뉴스투데이 제주》는 제주MBC TV에서 매주 평일 오전 7시 20분에 방송 중인 제주 지역 아침 종합 뉴스 프로그램이다.

## 개요
제주MBC 뉴스투데이로 읽는다.

## 앵커
| 대수 | 진행자          | 진행 기간                        | 비고  |
| ---- | --------------- | -------------------------------- | ----- |
| 1대  | 권대정 아나운서 | 일자 미상 ~ 일자 미상            |       |
| 2대  | 황의선 아나운서 | 일자 미상 ~ 일자 미상            |       |
| 3대  | 윤상범 아나운서 | 일자 미상 ~ 일자 미상            |       |
| 4대  | 황의선 아나운서 | 일자 미상 ~ 일자 미상            |       |
| 5대  | 지건보 아나운서 | 일자 미상 ~ 일자 미상            |       |
| 6대  | 이정헌 아나운서 | 일자 미상 ~ 일자 미상            |       |
| 7대  | 윤상범 아나운서 | 일자 미상 ~ 일자 미상            |       |
| 8대  | 장인정 아나운서 | 일자 미상 ~ 2023년 12월 29일     |       |
| 9대  | 정유진 아나운서 | 2024년 1월 1일 ~ 2024년 6월 28일 | [ 1 ] |
| 10대 | 윤상범 아나운서 | 2024년 7월 1일 ~ 현재            | [ 2 ] |

## 경쟁 프로그램
- KBS 뉴스광장 제주 (KBS 제주 1TV)
- JIBS 뉴스 (아침) (JIBS TV)